# Комодо против кобры
«Комодо против кобры» (англ. Komodo vs. Cobra) — американский телефильм 2005 года.

## Сюжет
На удалённом острове в секретной лаборатории группа учёных проводила эксперименты по выращиванию гигантских растений. Их целью было избавить человечество от голода, но новой технологией заинтересовались военные. Под их давлением биологи были вынуждены перейти к экспериментам над животными — варанами и кобрами. В итоге произошла катастрофа — чудовищные твари, пожирающие все, что встретится на их пути, вырвались на волю.
 Группа защитников окружающей среды под предводительством отважного капитана Майка Стоддарда отправляется на остров, чтобы раскрыть лабораторию. В то же время оставшиеся в живых люди должны успеть добраться до спасительного вертолёта, прежде чем военные самолёты разбомбят этот ставший опасным остров…

## В ролях
| Актёр             | Роль                    |
| ----------------- | ----------------------- |
| Майкл Паре        | капитан Майкл Стоддард  |
| Мишель Борт       | доктор Сьюзан Ричардсон |
| Джерри Манти      | Сандра                  |
| Тед Монте         | Тед                     |
| Глори-Энн Гилберт | Дарла                   |
| Рени Талберт      | Кэрри Эванс             |
| Рене Ривера       | Дирк Престон            |
| Джей Ричардсон    | доктор Уильям Ричардсон |
| Род МакКери       | генерал Брэдли          |

## Отзывы и оценки
Рецензент Юлия Штолль на сайте filmreporter.de подвергла резкой критике как игру актёров, так и само развитие действия фильма и его спецэффекты: по её мнению, актёры играют плохо, а спецэффекты скучны и выполнены непрофессионально. Единственное, что в фильме сделано качественно, — ландшафты.